# Luguzău
Luguzău – wieś w Rumunii, w okręgu Arad, w gminie Șilindia. W 2011 roku liczyła 123 mieszkańców. 